# Merzouga
 (février 2015).
Si vous disposez d'ouvrages ou d'articles de référence ou si vous connaissez des sites web de qualité traitant du thème abordé ici, merci de compléter l'article en donnant les références utiles à sa vérifiabilité et en les liant à la section « Notes et références ».
Merzouga (en Tachelhit: ⵎⵔⵣⵓⴳⴰ, en arabe : مرزوقة) est un petit village Chleuh Ait Atta situé dans le sud-est du Maroc, à 35 kilomètres de Moulay Ali Cherif, à 50 kilomètres de Erfoud, à 562 km de Marrakech, à 667 km de Casablanca, et à 669 km d'Agadir (côte Atlantique).

## Présentation
Merzouga est réputé pour ses dunes, les plus hautes du Maroc. Le village jouxte en effet le plus grand erg du Maroc l'erg Chebbi.
Merzouga est un pôle d'attraction touristique de première importance pour cette région du Maroc, permettant le développement d'une industrie hôtelière, aussi bien localement que dans les localités voisines de Errachidia et d'Erfoud. Ce tourisme hôtelier a un impact écologique : surexploitation des ressources d'eau et non-respect des règles d’épuration des eaux usées.

## Activités
Les activités proposées aux touristes sont la randonnée chamelière, le bivouac dans le désert, le quad, et, l'été, l'arénothérapie (ou bain de sable) appelée également psammatothérapie.

## Contraintes
L'équilibre du site de Merzouga est menacé par la construction anarchique d'hôtels, la surfréquentation touristique et le développement des sports mécaniques (quad) dont le célèbre Raid étudiant, le Raid 4L Trophy qui y installe chaque année son bivouac avec ses quelque 1200 voitures.

## Galerie

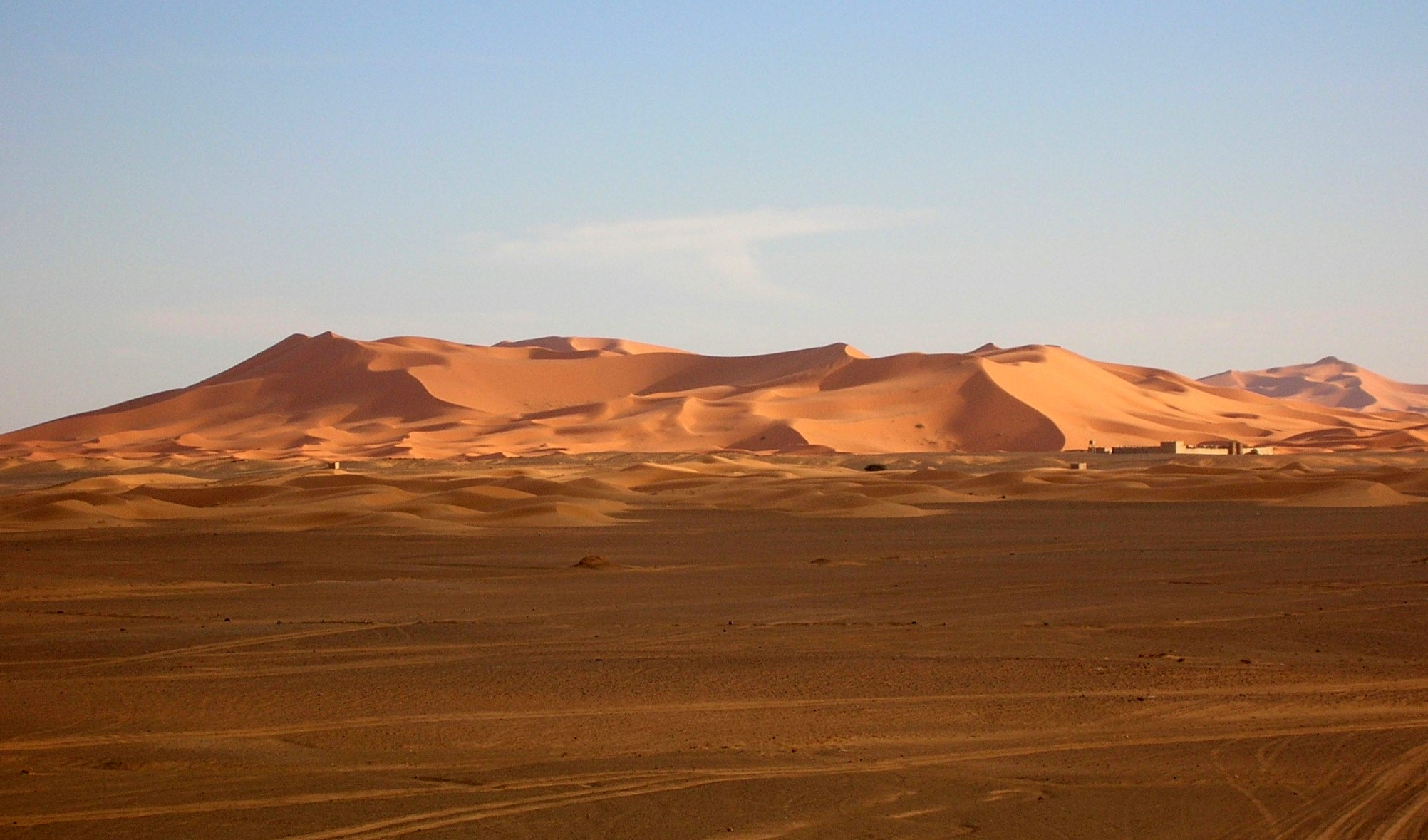
Dunes de Merzouga.
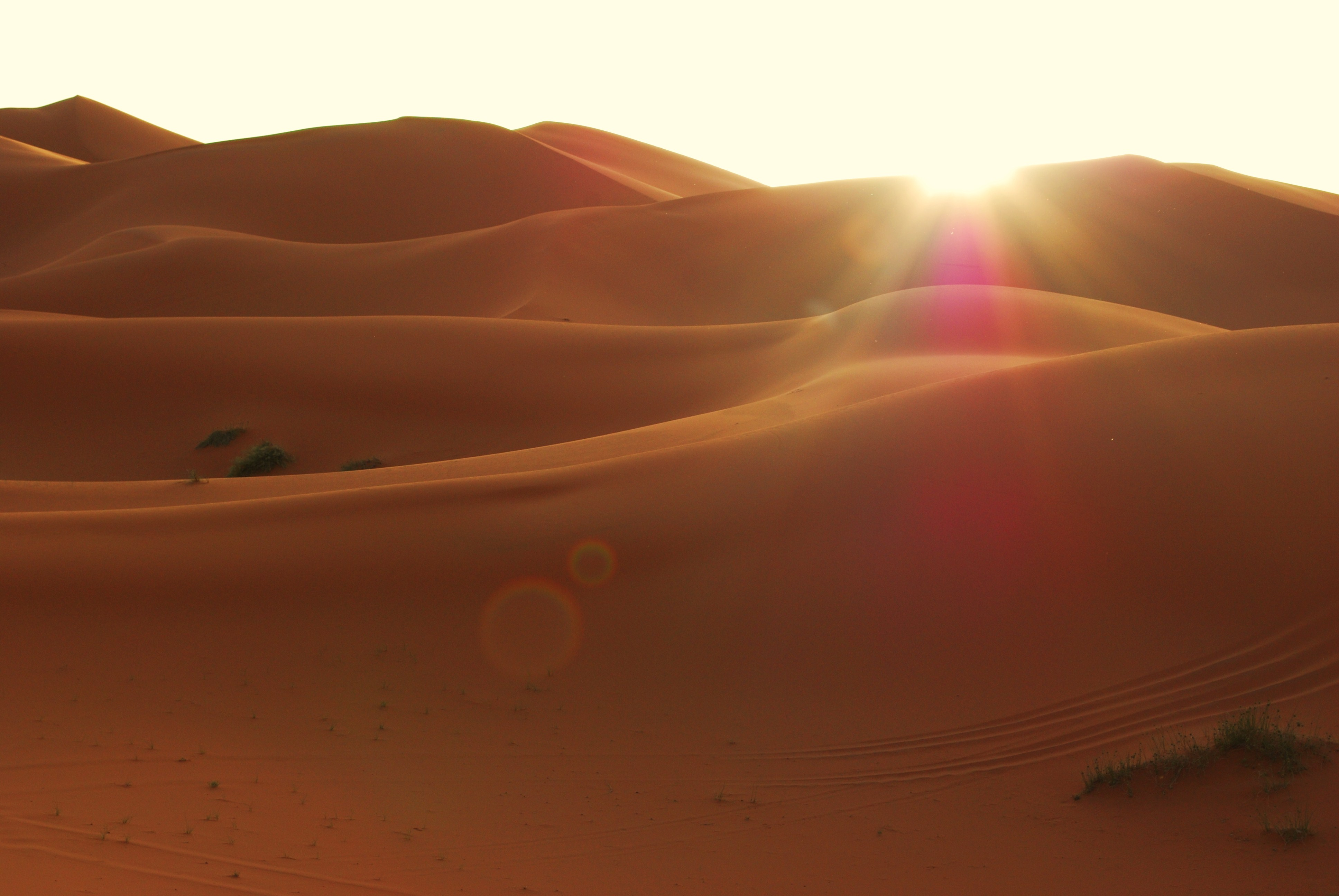
Lever du soleil sur l'erg Chebbi.
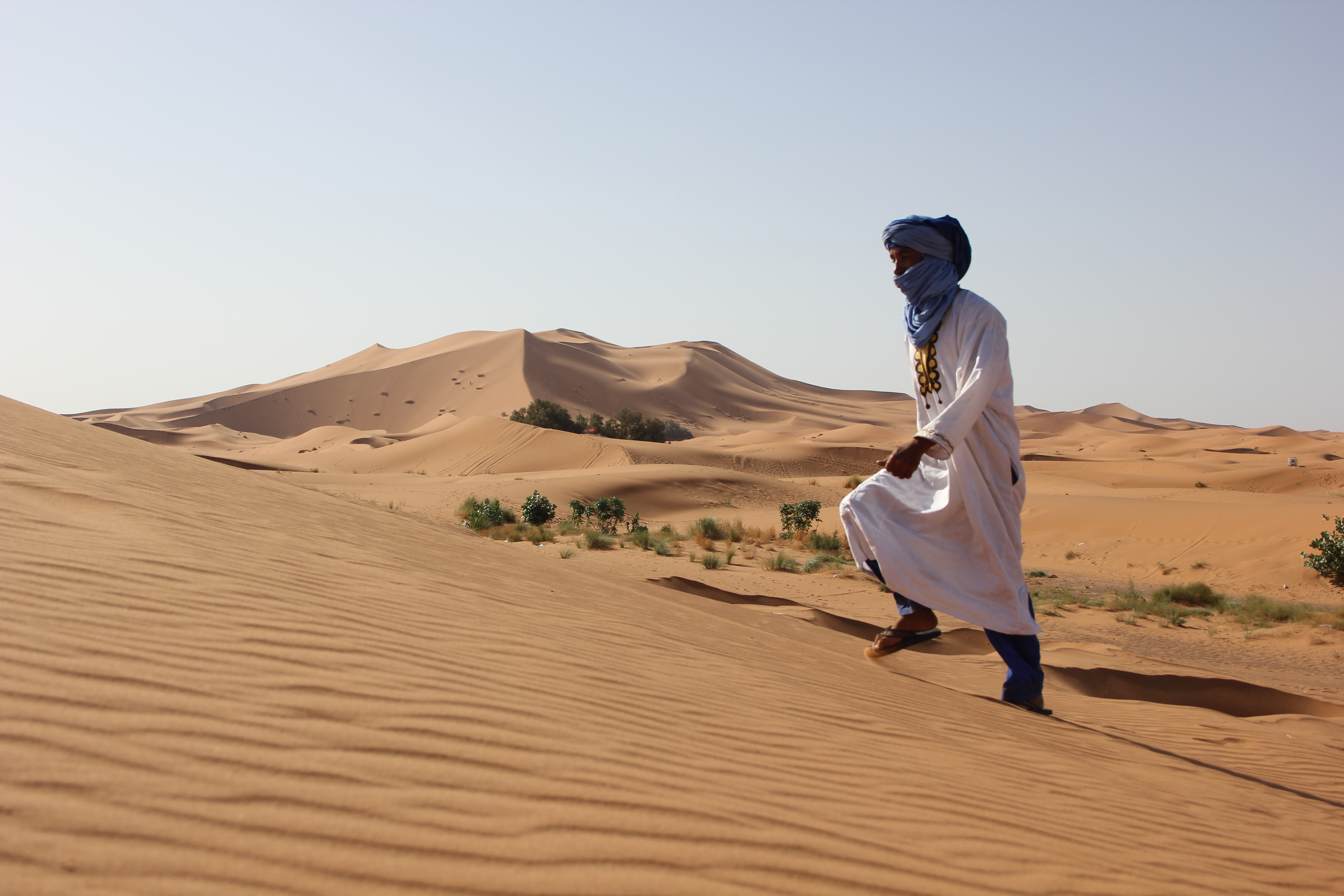
Nomade de l'erg Chebbi.
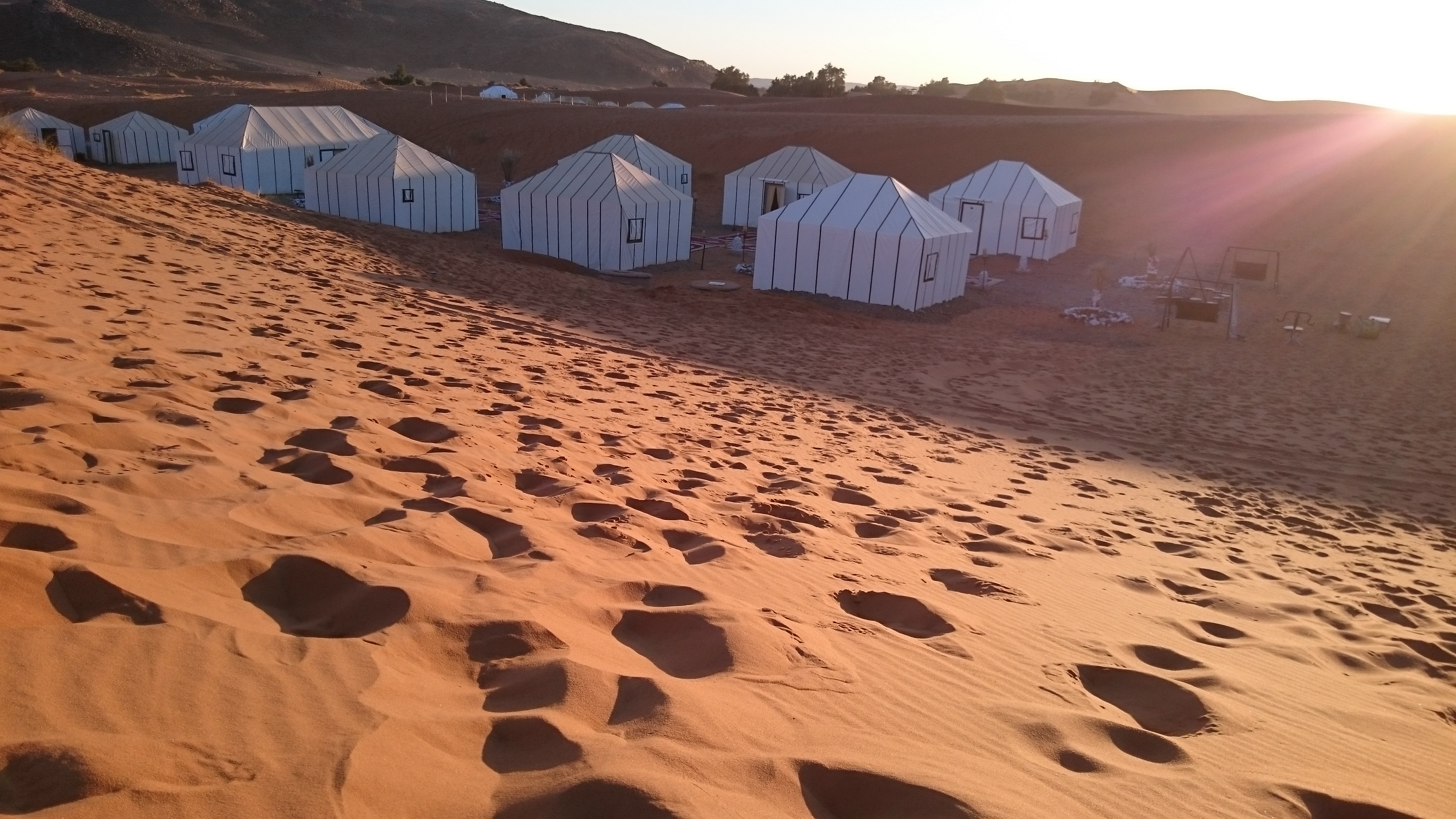
Bivouac dans l'erg de Merzouga.
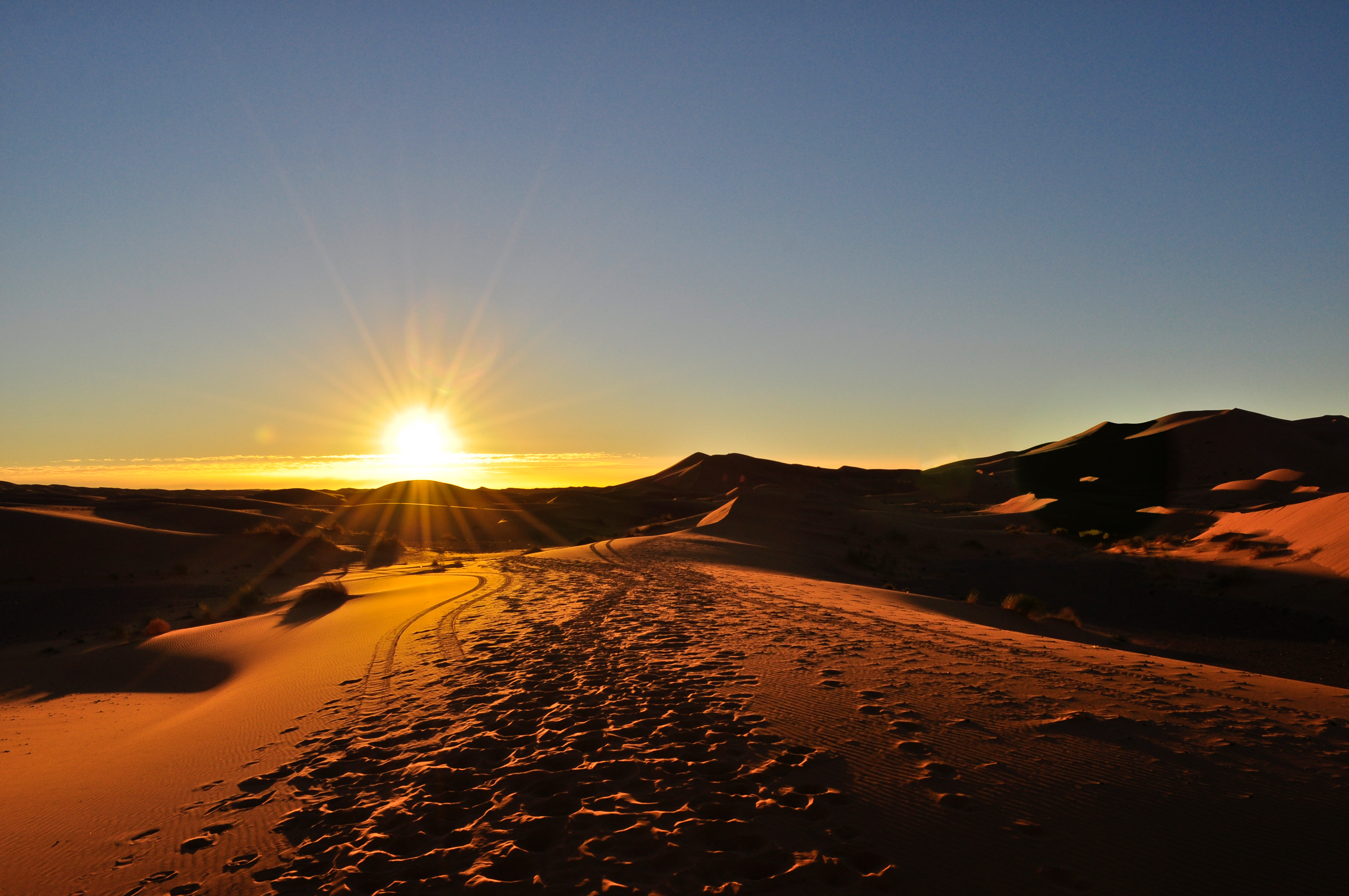
Coucher de soleil à Merzouga.
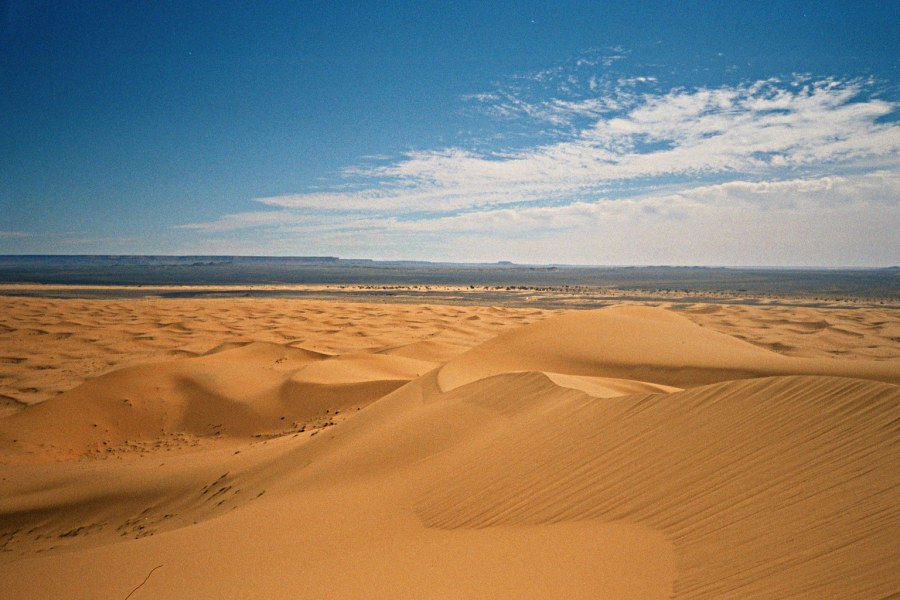
Sable de Merzouga.
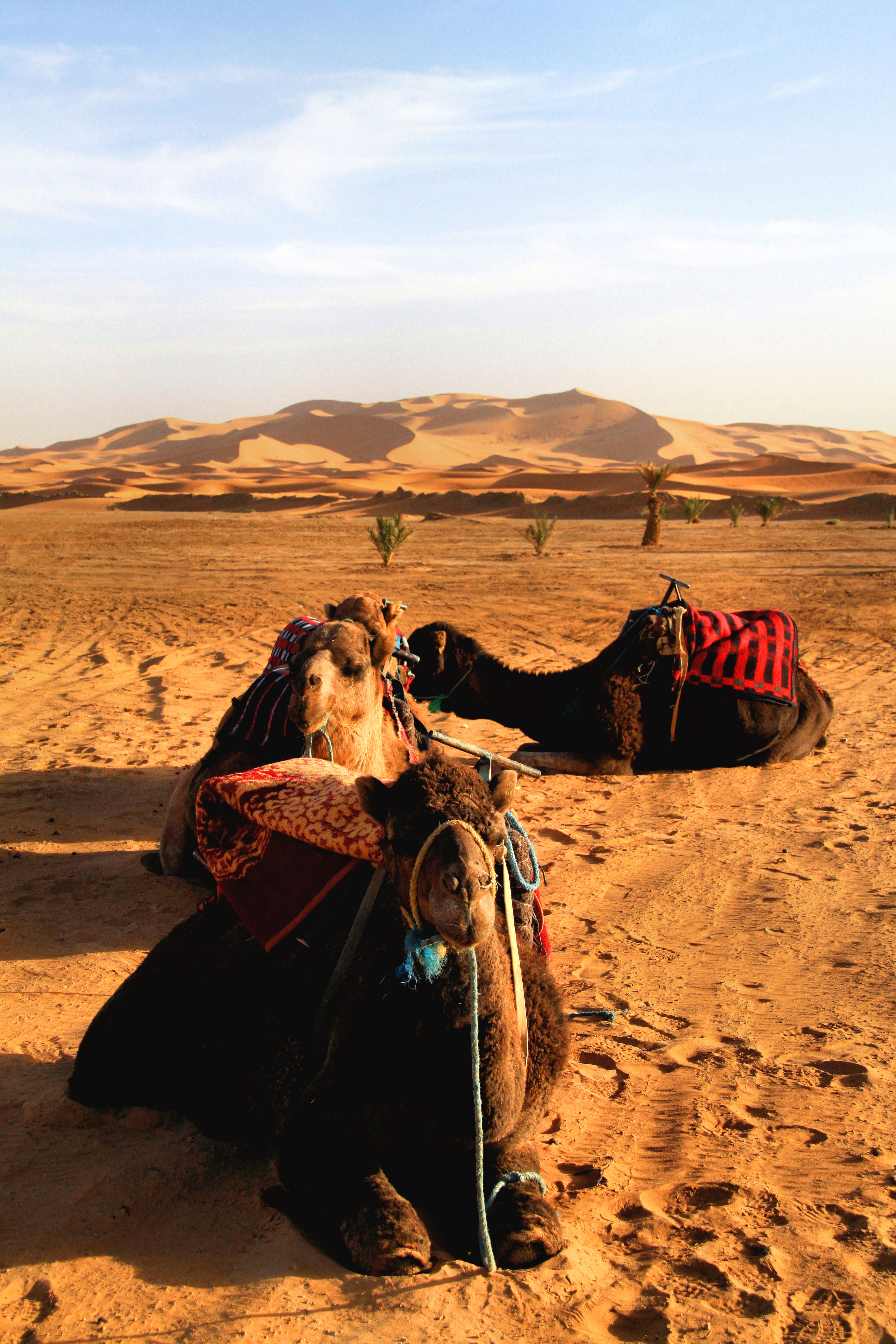
Dromadaires au bivouac.
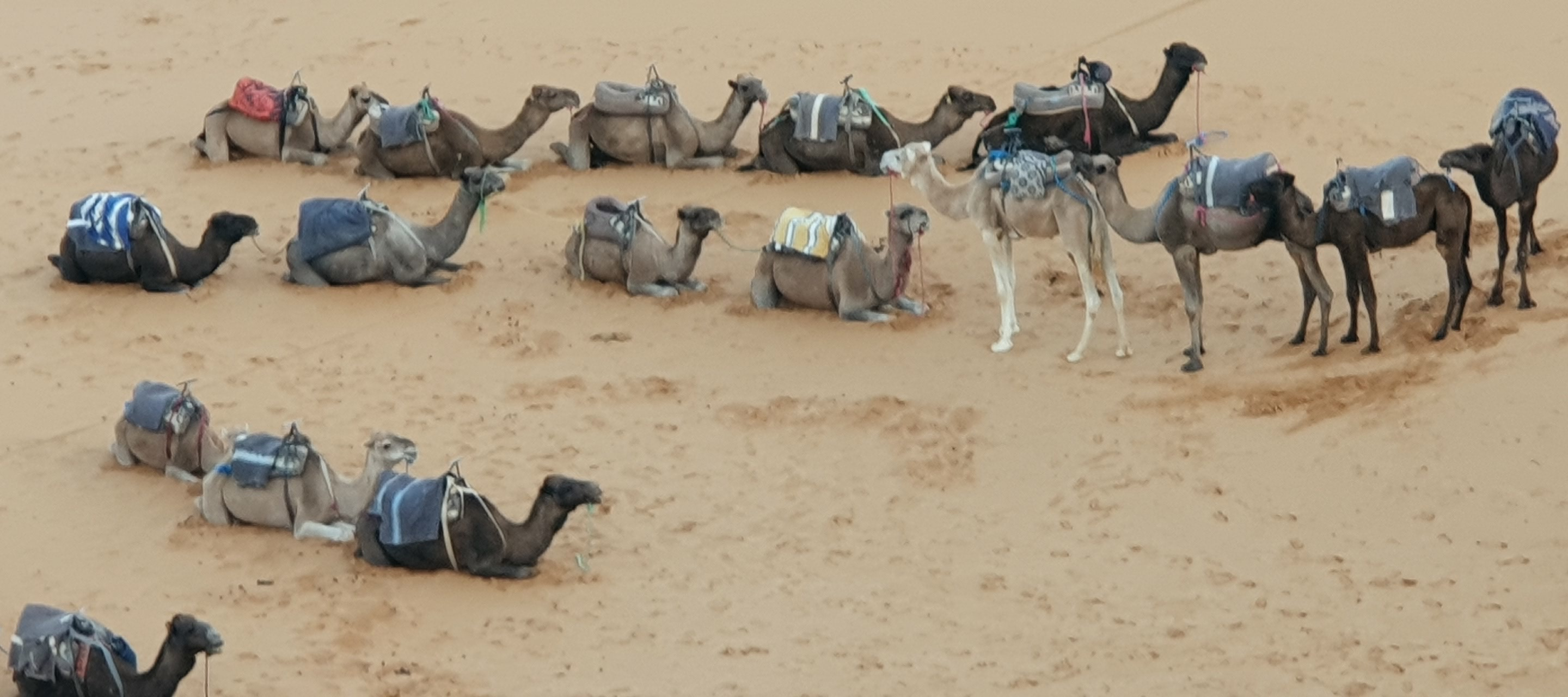
Trek à dos de chameau dans le désert près de Merzouga.